# Koningsplein (Brussel)

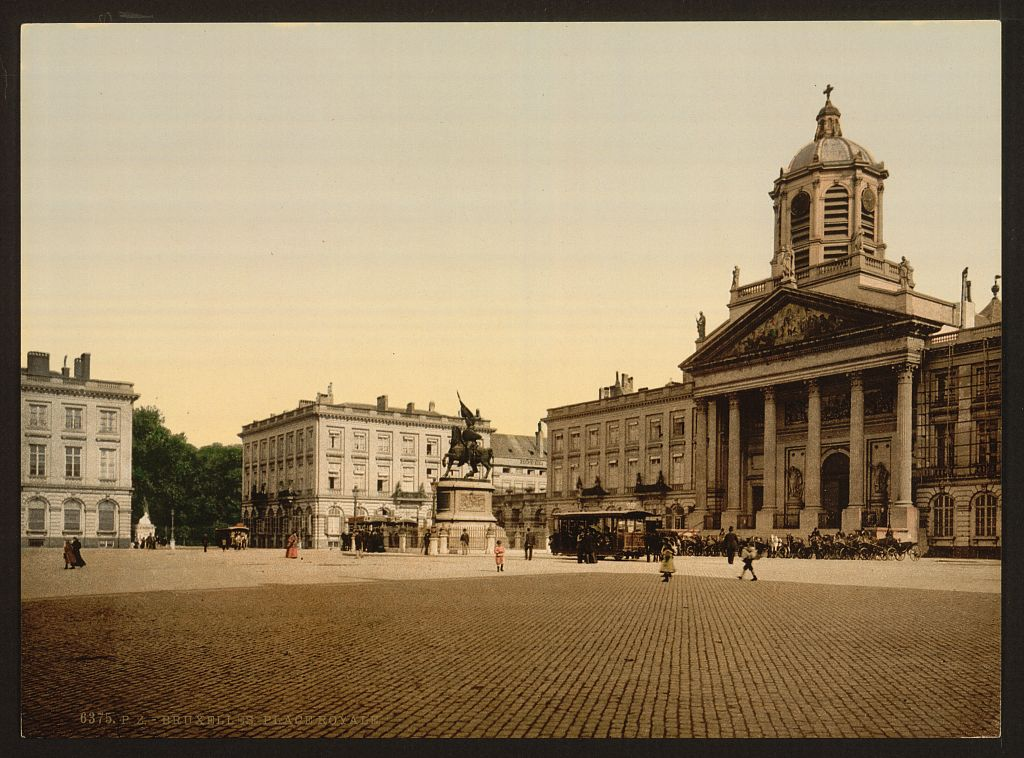
Het Koningsplein, laat-19de eeuw

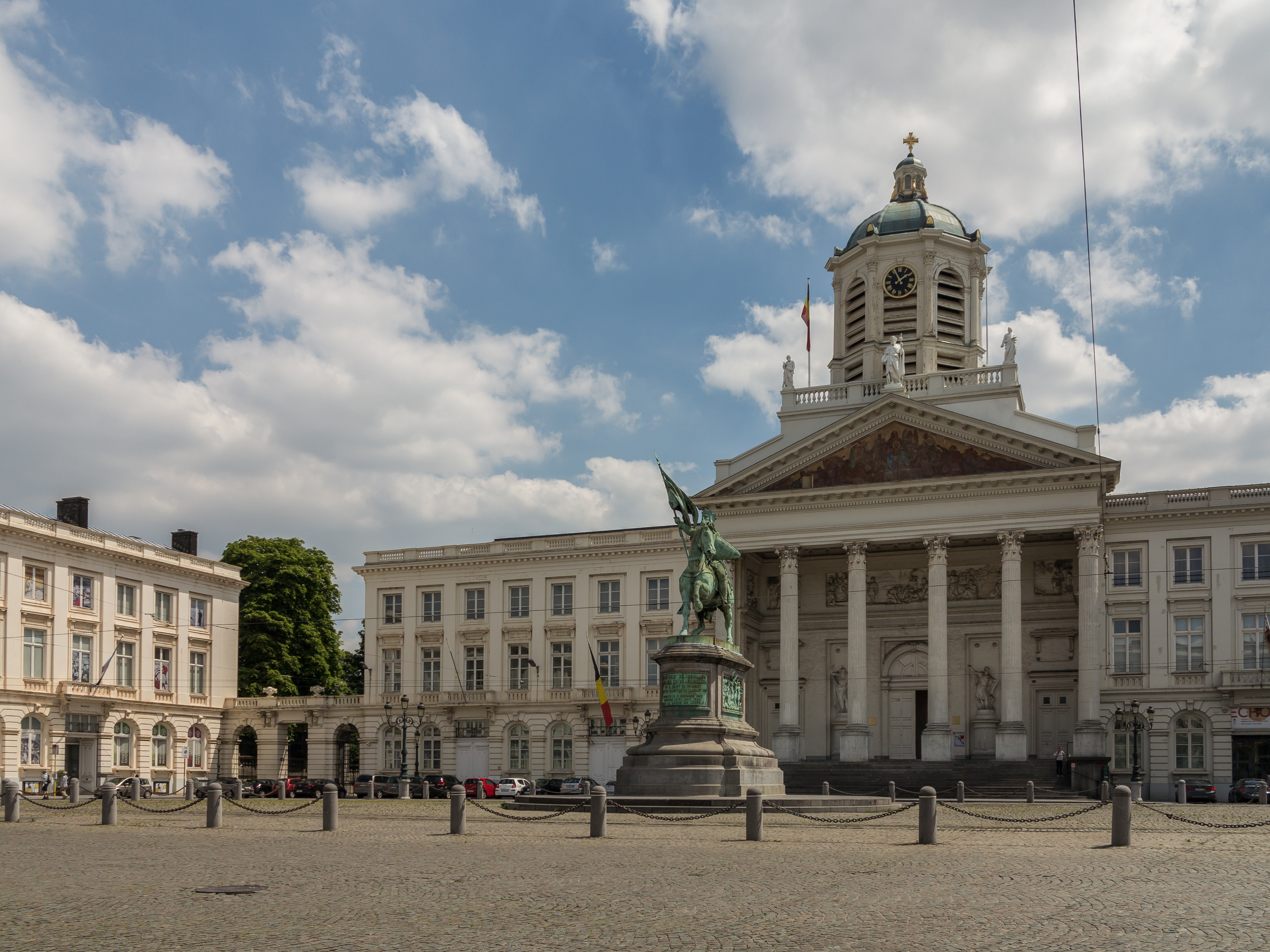
Koningsplein

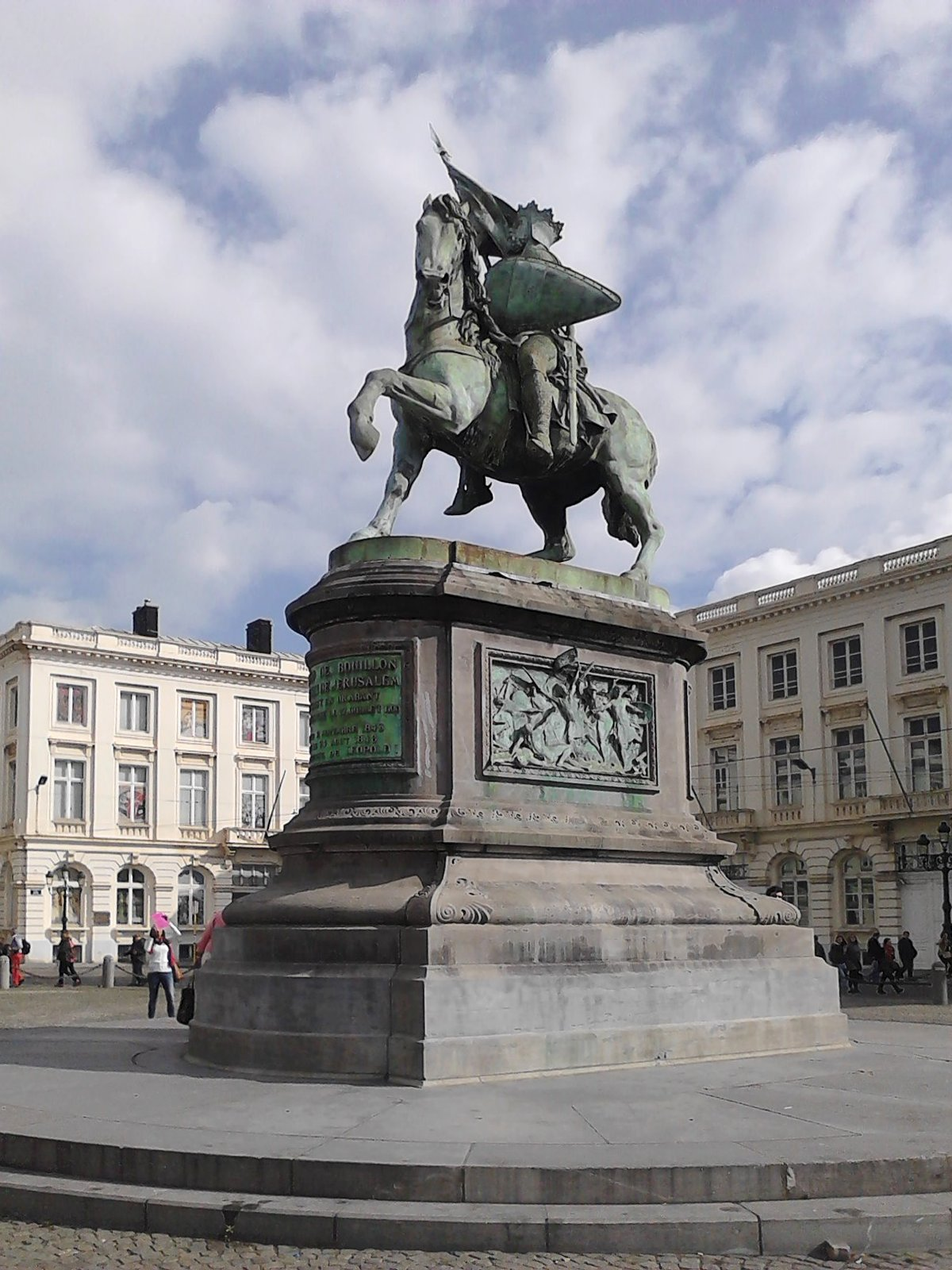
Standbeeld van Godfried van Bouillon

Het Koningsplein (Frans: Place Royale) is een uit de 18de eeuw daterend plein in het zuidwesten van de Koninklijke Wijk van Brussel, België. Het classicistische plein werd ontworpen in Lodewijk XVI-stijl ter gelegenheid van de vijfentwintigste verjaardag van de regeerperiode van de landvoogd Karel van Lorreinen in 1776. Op het plein is de kerk van Sint-Jacob-op-Koudenberg prominent aanwezig. Het ligt bij de Kunstberg.

## Geschiedenis

### Paleis op de Koudenberg
Ongeveer op de plaats van het huidige plein lag vroeger het Balieplein, het exercitieterrein van het Paleis op de Koudenberg. Dit paleis werd in 1731 door een brand vernield. Heel het paleis ging in vlammen op; enkel de muren van de hofkapel en van zijn Magna Aula bleven overeind. Enkel de kelders en de fundamenten zijn heden overgebleven. Op de plaats waar vroeger de hofkapel stond, bevindt zich nu het "BELvue Museum", het museum over België en zijn geschiedenis, een museum beheerd door de Koning Boudewijnstichting. Via dit gebouw kan je afdalen om een bezoek te brengen aan deze onderaardse ruimtes van de archeologische site van de Coudenberg.

### Isabellastraat
Onder het Koningsplein ligt ook de zogenaamde "Isabellastraat", een oude straat die het paleis van Albrecht en Isabella verbond met de Kathedraal van Sint-Michiel en Sint-Goedele. De Parijse architect Barnabé Guimard liet de straat op het einde van de 18de eeuw overwelven in het kader van de aanleg van het Koningsplein, met de bedoeling ze om te vormen tot kelders.

## Standbeeld Godfried van Bouillon
Na de onafhankelijkheid van België in 1830 besliste de jonge regering om overal in het land standbeelden te plaatsen van grote figuren uit het "nationale" verleden. Centraal op het Koningsplein staat sindsdien het ruiterstandbeeld van Godfried van Bouillon, gemaakt door Eugène Simonis in 1848. Deze kruisvaarder was aanvoerder van de Eerste Kruistocht (1096–1099). Hij was hertog van Neder-Lotharingen, waartoe ook Brabant behoorde, en werd na zijn kruistocht uitgeroepen tot koning van Jeruzalem maar weigerde die betiteling en koos voor 'Beschermer van het Heilig Graf'. Beneden op het voetstuk staan twee reliëfs: Zitting van het gerechtshof van Jeruzalem (links) en De inname van Jeruzalem (rechts). Deze beide reliëfs van Guillaume De Groot werden in 1897 bijgeplaatst.
Vroeger stond hier het bronzen standbeeld van Karel van Lorreinen (1775), dat door de Fransen werd afgebroken in 1793. Een nieuw standbeeld van de gouverneur-generaal werd voor het nabijgelegen paleis van Karel van Lorreinen opgetrokken.

## Gebouwen
- Op het Koningsplein bevindt zich ook de zetel van het Grondwettelijk Hof, een bijzonder rechtscollege in België dat toeziet op de naleving van de grondwettelijke bevoegdheidsverdeling tussen de Staat, de gemeenschappen en de gewesten enerzijds en de naleving van de grondrechten anderzijds.
- BELvue Museum
- Huis van het Gewest, zetel van de Brusselse Hoofdstedelijke Regering
- ING Art Center
- Musée Magritte Museum en Koninklijke Musea voor Schone Kunsten van België
- Rekenhof
- Sint-Jacob-op-Koudenberg

## Trivia
Het is hier dat Leopold I van België de eed aflegde als eerste koning der Belgen.